# Ormosia solimoesensis
Ormosia solimoesensis är en ärtväxtart som beskrevs av Velva Elaine Rudd. Ormosia solimoesensis ingår i släktet Ormosia och familjen ärtväxter. Inga underarter finns listade i Catalogue of Life.